# Plectreuridae
Plectreuridae là một họ nhện thuộc bộ Araneae. Họ này có phân họ và chi, tổng cộng có loài. Chúng phân bố ở các sa mạc Bắc Mỹ và đảo Cuba. Chỉ có hai chi con sống được biết đến, chi chỉ định Plectreurys và Kibramoa. Trước đây, họ này phân bố rộng rãi hơn, với chi Jurassic Eoplectreurys biết đến từ Trung Hoa, Palaeoplectreurys baltica Eocene từ hổ phách Baltic và Plectreurys pittfieldi Miocene từ hổ phách Dominica.

## Hình ảnh

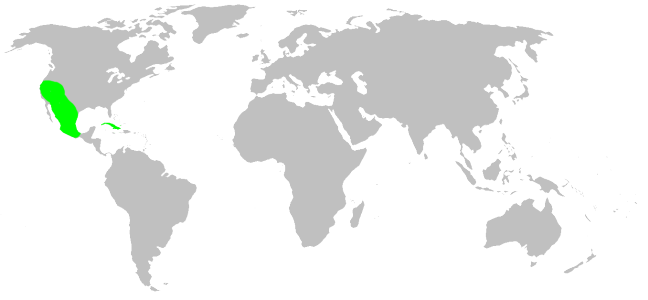
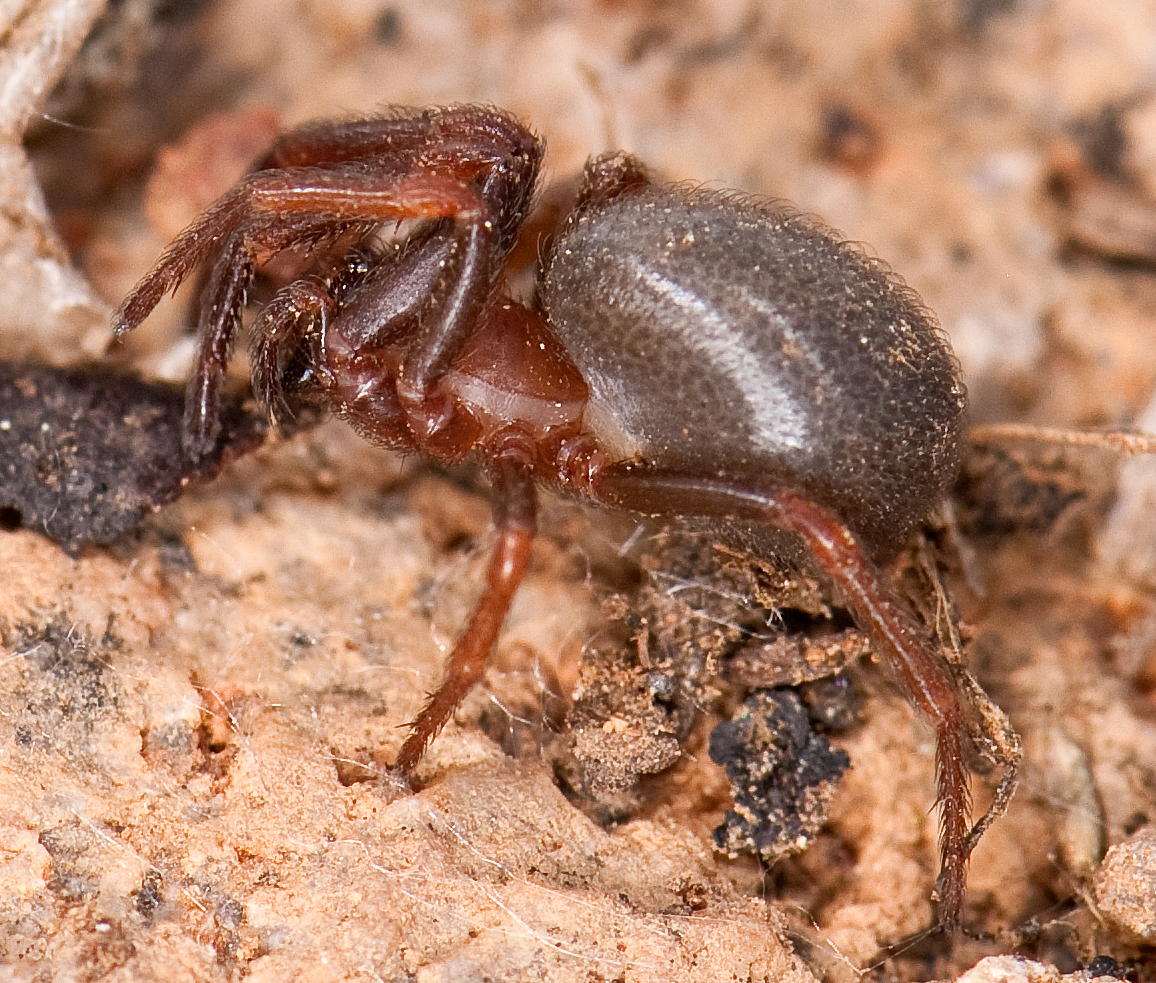

## Các chi và loài
†Eoplectreurys Selden & Huang, 2010
- †Eoplectreurys gertschi Selden & Huang, 2010 (Middle Jurassic, China)

Kibramoa Chamberlin, 1924
- Kibramoa guapa Gertsch, 1958 (USA, Mexico)
- Kibramoa hermani Chamberlin & Ivie, 1935 (USA)
- Kibramoa isolata Gertsch, 1958 (Mexico)
- Kibramoa madrona Gertsch, 1958 (USA)
- Kibramoa paiuta Gertsch, 1958 (USA)
- Kibramoa suprenans (Chamberlin, 1919) (USA)
  - Kibramoa suprenans pima Gertsch, 1958 (USA)
- Kibramoa yuma Gertsch, 1958 (USA)

Plectreurys Simon, 1893
- Plectreurys angela Gertsch, 1958 (USA)
- Plectreurys ardea Gertsch, 1958 (Mexico)
- Plectreurys arida Gertsch, 1958 (Mexico)
- Plectreurys bicolor Banks, 1898 (Mexico)
- Plectreurys castanea Simon, 1893 (USA)
- Plectreurys ceralbona Chamberlin, 1924 (Mexico)
- Plectreurys conifera Gertsch, 1958 (USA)
- Plectreurys deserta Gertsch, 1958 (USA)
- Plectreurys globosa Franganillo, 1931 (Cuba)
- Plectreurys hatibonico Alayón, 2003 (Cuba)
- Plectreurys misteca Gertsch, 1958 (Mexico)
- Plectreurys mojavea Gertsch, 1958 (USA)
- Plectreurys monterea Gertsch, 1958 (USA)
- Plectreurys nahuana Gertsch, 1958 (Mexico)
- Plectreurys oasa Gertsch, 1958 (USA)
- Plectreurys paisana Gertsch, 1958 (Mexico)
- †Plectreurys pittfieldi Penney 2009 (Miocene, Dominican Amber)
- Plectreurys schicki Gertsch, 1958 (USA)
- Plectreurys tecate Gertsch, 1958 (Mexico)
- Plectreurys tristis Simon, 1893 (USA, Mexico)[2]
- Plectreurys valens Chamberlin, 1924 (Mexico)
- Plectreurys vaquera Gertsch, 1958 (Mexico)
- Plectreurys zacateca Gertsch, 1958 (Mexico)

Ứng viên đặt trong họ Plectreuridae:

†Palaeoplectreurys Wunderlich, 2004
- Palaeoplectreurys baltica Wunderlich, 2004 (Late Eocene, Baltic Amber)